# 高野秀峰
高野 秀峰（たかの ひでみね）は、クラシック音楽の指揮者、作曲家、編曲家。

## 経歴
東京都出身。作曲を鈴木輝昭、指揮をクルト・レーデル、ステファノ・マストランジェロに師事。桜美林大学総合文化学群音楽専修非常勤講師、日本作曲家協議会会員。2001年より、新国立劇場の副指揮（-06年）を経て、東京オペラプロデュース、オーケストラ・アンサンブル・トウキョウ監督、常任指揮者を務める。

## 主な指揮
- 2001年、チェコ国立モラヴィア・フィルハーモニーを指揮し、欧州デビューを果たす。
- 2006年9月、東京オペラプロデュース第77回定期公演においてドビュッシー作曲《ロドリーグとシメーヌ》（日本初演）を指揮。
- 2007年6月、第79回定期公演オッフェンバック作曲《天国と地獄(地獄のオルフェ)》を指揮[2]。

## 作曲
- 「ベルトラムカの庭 〜管弦楽のための」
- 「ミサ・ブレヴィス 〜女声合唱とピアノのための」
- 「イマージュ・スタティク 〜弦楽四重奏とマンドリンオーケストラのための」